# كمال جولييف
كمال جولييف (14 نوفمبر 1976 بسومقاييت في أذربيجان - ) هو مدرب كرة قدم ولاعب كرة قدم أذربيجاني في مركز الوسط. شارك مع منتخب أذربيجان لكرة القدم. أما مع النوادي، فقد لعب مع نادي خزر لنكران ونادي فولين لوتسك ونادي نيفتشي باكو وFK Standard Sumgayit ‏ وNeftchala FK ‏ وFK Khazar Sumgayit ‏ وKarvan FK ‏.

## وصلات خارجية
- كمال جولييف على موقع اتحاد أوكرانيا (الإنجليزية)
- كمال جولييف على موقع قاعدة بيانات كرة القدم.إي يو (الإنجليزية)
- كمال جولييف على موقع ناشيونال فوتبول تيمز (الإنجليزية)